# Nelahozeves
Nelahozeves (en allemand : Mühlhausen) est une commune du district de Mělník, dans la région de Bohême-Centrale, en Tchéquie. Sa population s'élevait à 2 116 habitants en 2024. C'est le lieu de naissance du compositeur Antonín Dvořák.

## Géographie
La commune est située dans la région historique de Bohême, sur la rive gauche de la Moldau (Vltava). Nelahozeves se trouve à 3 km au nord de Kralupy nad Vltavou, à 17 km au sud-ouest de Mělník et à 23 km au nord-ouest du centre de Prague.
La commune est limitée par Sazená et Nová Ves au nord, par Veltrusy à l'est, par Kralupy nad Vltavou au sud, et par Velvary et Uhy à l'ouest.

## Histoire
La première mention écrite de Nelahozeves, un domaine des rois des Bohême puis du chapitre de la cathédrale de Prague, date de 1352.

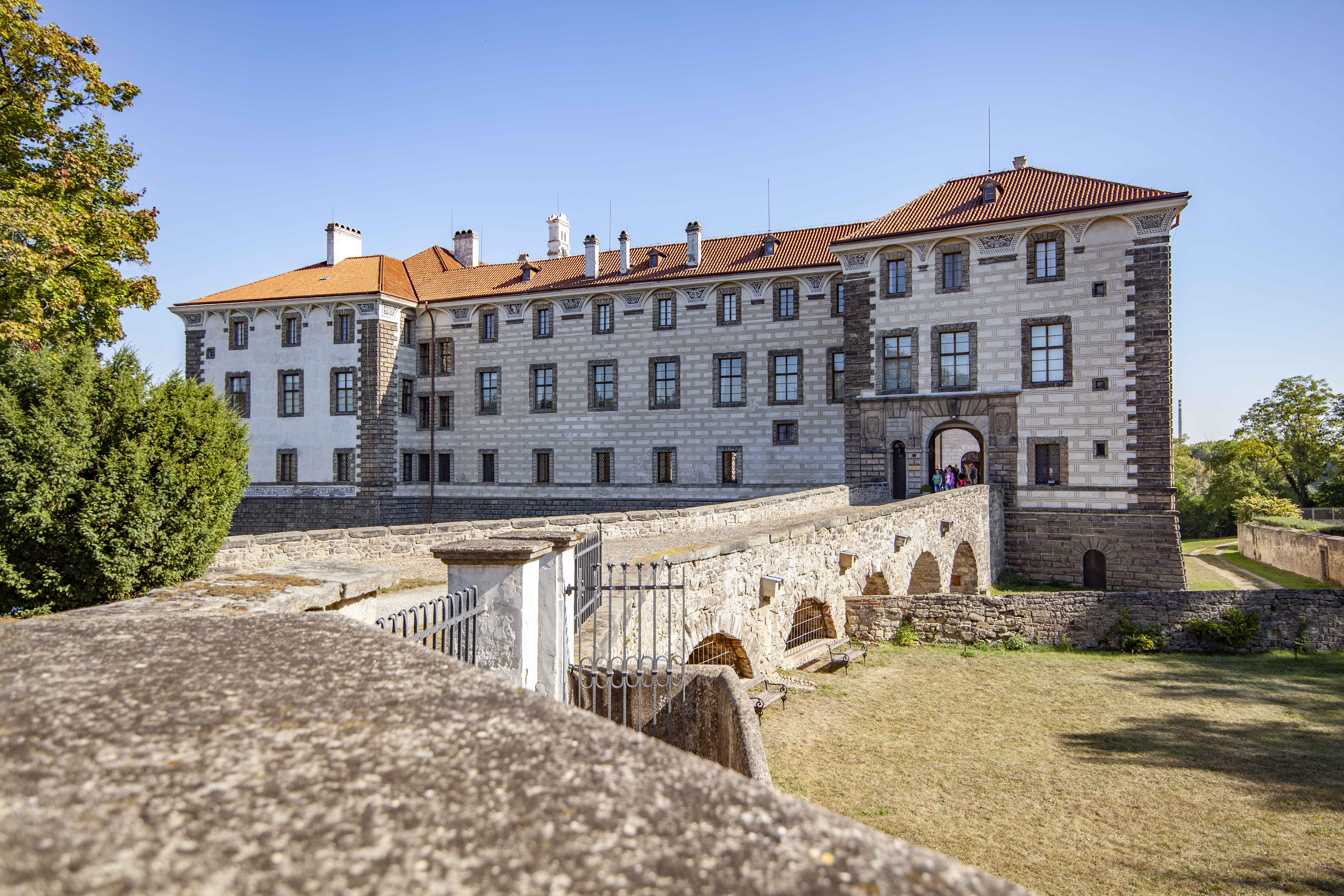
Château.

Un château du style de la Renaissance italienne a été construit à partir de 1553 par Florián Gryspek de Gryspach (1504-1588), conseiller du roi Ferdinand Ier. Les travaux s'étaient poursuivis jusqu'à´au début du XVIIe siècle. Dominant la Moldau de ses trois étages, couvert d'immenses toits, il était, dit-on, relié à Roudnice par des souterrains assez grands pour que l'on puisse y circuler à cheval! On y montrait des cachots où, pendant fort longtemps, on put lire les inscriptions gravées dans la pierre par des captifs. L’extérieur du château porte la marque très pure du XVIIe siècle. L'intérieur est typiquement Renaissance, dans le style dit florentin : très vastes salles, plafonds à caissons, cheminées de grès.
Après la révolte de Bohême et la bataille de la Montagne-Blanche, le domaine provenant des biens confisqués aux protestants passe en 1623 entre les mains de la maison de Lobkowicz. Durant la guerre de Trente Ans, le château a été saccagé par les troupes suédoises à plusieurs reprises.
Aujourd'hui, le bâtiment est de nouveau détenu par des Lobkowicz. Une partie de la collection de peintures de la famille est conservée dans ce château et comprend, entre autres, des œuvres de Diego Vélasquez, de Giovanni Antonio Canal, de Pieter Brueghel l'Ancien et de Pierre Paul Rubens. L'autre partie de la collection a été transférée en 2007 dans le palais Lobkowicz, au château de Prague.

## Patrimoine
- Château de Nelahozeves

## Personnalités
- Antonín Dvořák (1841-1904), compositeur, est né à Nelahozeves où son père gérait un restaurant ;
- Pavel Bucha (né en 1998), footballeur.